# Yoshinobu Akao
Yoshinobu Akao (født 3. oktober 1975) er en tidligere japansk fodboldspiller.
Han har spillet for flere forskellige klubber i sin karriere, herunder Ventforet Kofu.